# Alfred Signer

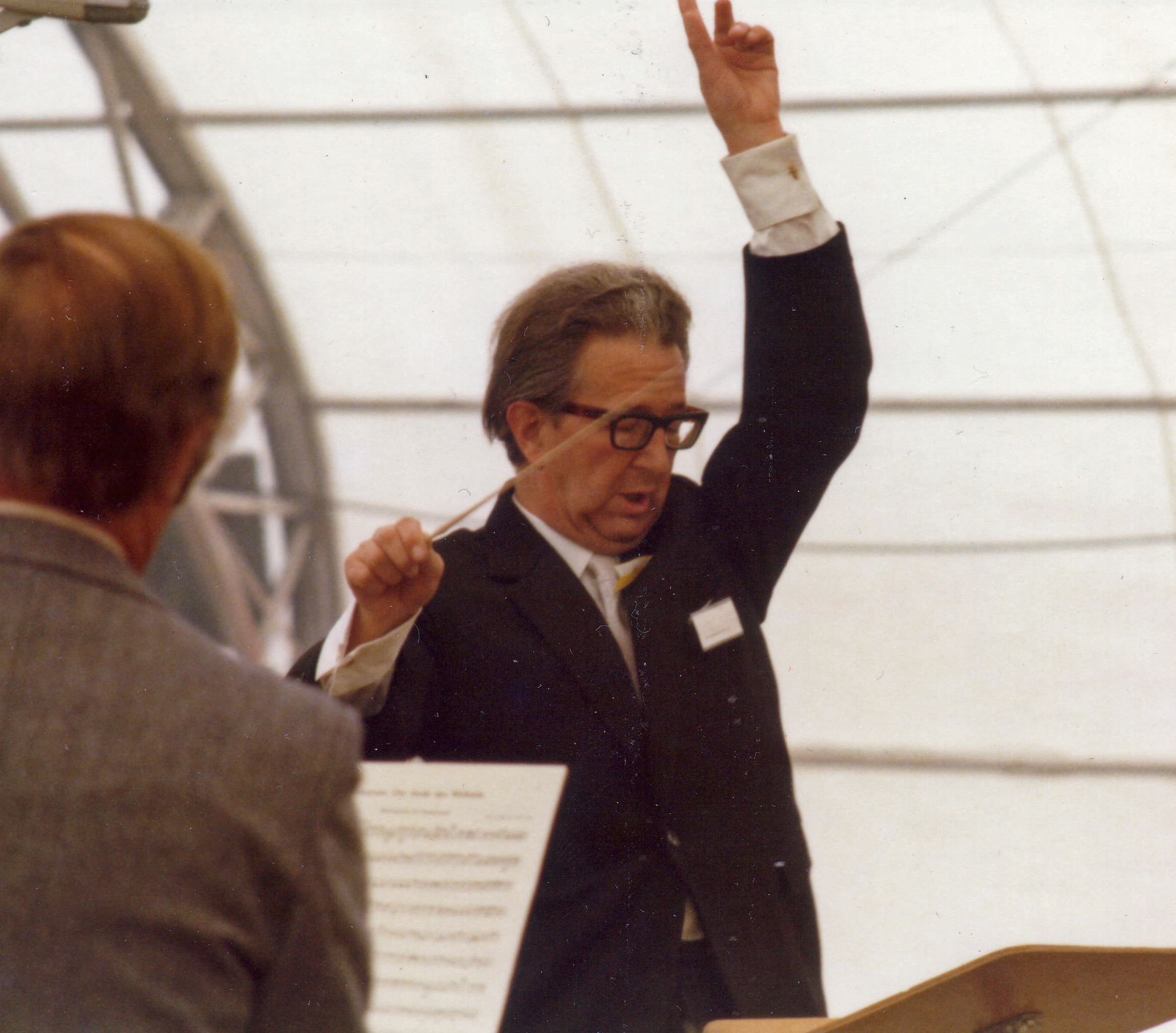
Alfred Signer 1974 als Festspieldirigent im Kronengarten Appenzell

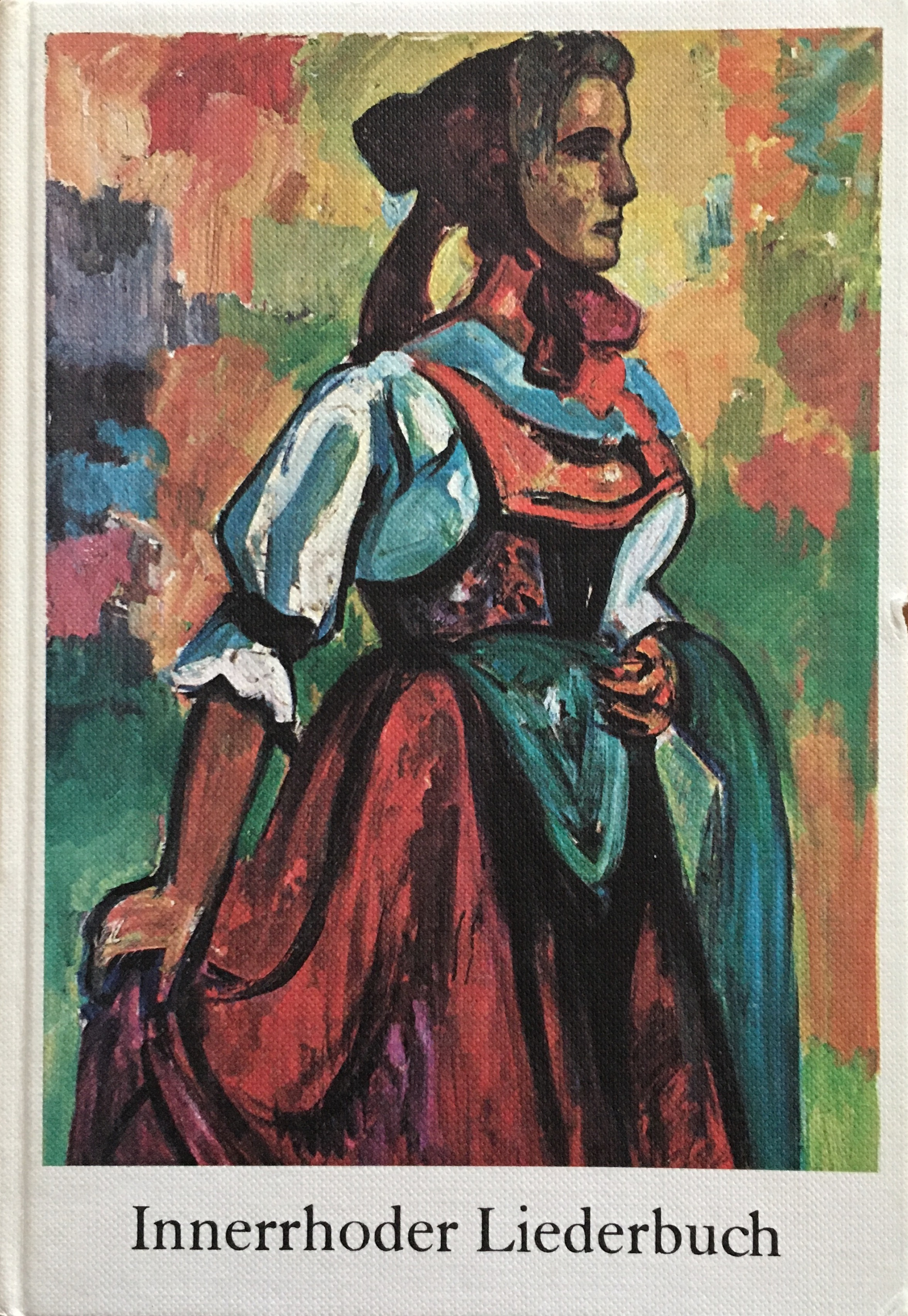
Cover des 1968 von Alfred Signer herausgegebenen Innerrhoder Liederbuchs mit einem Bild von Carl Walter Liner

Alfred Signer (* 10. März 1917 in Lichtensteig; † 29. September 2001 in Appenzell; heimatberechtigt in Appenzell) war ein Schweizer Musiker, Komponist und Dirigent aus dem Kanton Appenzell Innerrhoden. 1979 erhielt er den Innerrhoder Kulturpreis.

## Leben und Wirken
Alfred Signer war der Sohn des Käsers Josef Sebastian Signer (1879–1927) und der Maria Benedikta Dörig (1882–1969). Er besuchte die Primarschulen in Lichtensteig und Appenzell und danach die Realschule am Kollegium St. Antonius in Appenzell. Gleichzeitig absolvierte er bei Ernst Klug in St. Gallen den Vorunterricht in Klarinettenspiel und Musiktheorie für die Aufnahme am Konservatorium Zürich. Dieses besuchte er von 1934 bis 1938 in den Fächern Klarinette, Klavier, Violine, Posaune und Trompete sowie Komposition bei Paul Müller-Zürich. 1939 erfolgte ein weiterer Diplomabschluss bei Hermann Hofmann in Direktion, Instrumentation und Harmonielehre.
Wegen einer schweren Krankheit musste Alfred Signer seine Karriere als Musiker im Tonhalleorchester Zürich und im Orchester des Opernhauses Zürich aufgeben. Er kehrte nach Appenzell zurück und übernahm notgedrungen Orchester und Gesangvereine in Appenzell, Rebstein, Gais, St. Gallen, Gossau und Flawil als Dirigent übernahm. In den 1950er-Jahren war er ausserdem Musikalienhändler bei Musik Hug in St. Gallen und betrieb ein Schuhgeschäft an der Gontenstrasse in Appenzell. Er verheiratete sich 1951 mit Maria Schmid. Aus dieser Verbindung entsprossen ein Sohn und eine Tochter.
Von 1955 bis 1975 war Alfred Signer als Musiklehrer am Kollegium St. Antonius in Appenzell tätig. In späteren Jahren gab er ausserdem Singunterricht an der Mädchenrealschule Appenzell und an der Knabensekundarschule Appenzell sowie Musikunterricht im Kinderheim Wiesental in Gais. Hinzu kamen private Unterrichtsstunden. Als langjähriger Dirigent wirkte er im Männerchor Harmonie Appenzell, im Frauenchor Appenzell, im Sängerbund St. Georgen und im Jugendchor Appenzell.
1968 veröffentlichte Alfred Signer im Auftrag der Landesschulkommission Appenzell Innerrhoden das Innerrhoder Liederbuch. Darin arrangierte er traditionelle Weisen und schuf damit einen vielbeachteten Kanon des Innerrhodischen Liedgutes. Das kompositorische Werk Signers umfasst darüber hinaus Stücke für Blasorchester und Chöre. Vielbeachtet waren seine Kompositionen für die Festspiele in Appenzell sowie für die SAFFA in Zürich 1958.
Durch seine vielfältige Tätigkeit wurde Alfred Signer, genauso wie sein älterer Bruder Josef, zu einer der prägendsten Musiker-Figuren im Kanton Appenzell Innerrhoden. Die Verleihung des Innerrhoder Kulturpreises durch die kantonale Stiftung Pro Innerrhoden 1979 würdigte sein langjähriges Schaffen. Alfred Signer verstarb zurückgezogen im 85. Lebensjahr. Sein Nachlass wird im Roothuus Gonten – Zentrum für Appenzeller und Toggenburger Volksmusik aufbewahrt.

## Werke
- Joe Manser: Werkverzeichnis von Alfred Signer (1917–2001), Appenzell. In: Innerrhoder Geschichtsfreund. 56 (2015), S. 104–125, abgerufen am 21. Juni 2021.
- Alfred Signer (Hrsg.): Innerrhoder Liederbuch: alte und neue Lieder aus dem Appenzellerland. Appenzell 1968.